# Шампейн (округ, Иллинойс)
Шампе́йн (англ. Champaign County) — округ в штате Иллинойс, США. Официально образован в 1833 году. По состоянию на 2010 год, численность населения составляла 201 081 человек.

## География
По данным Бюро переписи США, общая площадь округа равняется 2 584,823 км2, из которых 2 579,643 км2 — суша, и 2,100 км2, или 0,200 % — это водоёмы.

## Население
По данным переписи населения 2000 года в округе проживает 179 669 жителей в составе 70 597 домашних хозяйств и 39 322 семей. Плотность населения составляет 70,00 человек на км2. На территории округа насчитывается 75 280 жилых строений, при плотности застройки около 29,00-ти строений на км2. Расовый состав населения: белые — 78,78 %, афроамериканцы — 11,16 %, коренные американцы (индейцы) — 0,24 %, азиаты — 6,45 %, гавайцы — 0,04 %, представители других рас — 1,34 %, представители двух или более рас — 1,99 %. Испаноязычные составляли 2,90 % населения независимо от расы.
В составе 27,20 % из общего числа домашних хозяйств проживают дети в возрасте до 18 лет, 43,60 % домашних хозяйств представляют собой супружеские пары, проживающие вместе, 9,20 % домашних хозяйств представляют собой одиноких женщин без супруга, 44,30 % домашних хозяйств не имеют отношения к семьям, 31,40 % домашних хозяйств состоят из одного человека, 7,80 % домашних хозяйств состоят из престарелых (65 лет и старше), проживающих в одиночестве. Средний размер домашнего хозяйства составляет 2,33 человека, и средний размер семьи — 2,96 человека.
Возрастной состав округа: 21,00 % — моложе 18 лет, 23,10 % — от 18 до 24, 28,20 % — от 25 до 44, 18,00 % — от 45 до 64, и 18,00 % — от 65 и старше. Средний возраст жителя округа — 29 лет. На каждые 100 женщин приходится 101,10 мужчин. На каждые 100 женщин старше 18 лет приходится 99,70 мужчин.
Средний доход на домохозяйство в округе составлял 37 780 USD, на семью — 52 591 USD. Среднестатистический заработок мужчины был 36 844 USD против 26 421 USD для женщины. Доход на душу населения составлял 19 708 USD. Около 6,90 % семей и 16,10 % общего населения находились ниже черты бедности, в том числе — 11,80 % молодежи (тех, кому ещё не исполнилось 18 лет) и 4,90 % тех, кому было уже больше 65 лет.